# Edificio Plaza del Río
El Edificio Plaza del Río es un edificio actualmente en proceso de demolición situado en la calle Salas #1343, entre las calles Prieto y Manuel Rodríguez, en la ciudad de Concepción en la comuna homónima. Luego del poderoso terremoto que azotó al país el 27 de febrero de 2010, la Ilustre Municipalidad de Concepción tuvo que declarar este recinto como "inhabitable" debido al grave daño estructural, decretando posteriormente su demolición.
El edificio Plaza del Río fue construido entre los años 2005 y 2006 por Inmobiliaria Jardines del Sur, desaparecida tras el cataclismo del 27 de febrero de 2010, de propiedad de Empresas Futuro
actualmente se encuentra graffiteado por su estado deprorable en el que se encuentra.

## Historia
El edificio fue inaugurado el año 2006 con éxito de venta inmediato; sin embargo no logra resistir el terremoto de 2010 que tuvo su epicentro en la cercana ciudad de Cobquecura colapsando automáticamente, debiendo ser desalojado por las 138 familias que habitaban este edificio de forma inmediata.
Luego del terremoto, y cuando la situación comenzó a calmarse en las zonas afectadas, Plaza del Río fue considerado uno de los "7 edificios" que resultó con los daños más graves en esta ciudad, y que consecuencialmente han sido demolidos o se encuentran en proceso de demolición. La notoriedad alcanzada por este edificio en particular se inicia cuando sus representantes organizadamente comienzan a sortear una serie de dificultades, llegando a organismos estatales y políticos con la finalidad de encontrar soluciones y apoyo, siendo acogidos por el Vicepresidente de la República y Ministro del Interior Rodrigo Hinzpeter. El gran interés que despierta en los medios de comunicación nacionales se origina por las múltiples y constantes  dificultades a las que se han visto enfrentados, junto a una serie de obstáculos burocráticos y legales.
Actualmente se encuentran en dos controversiales procesos legales: al menos 5 querellas criminales por delito de lesiones que persiguen la responsabilidad penal y más de 100 demandas que buscan acreditar la responsabilidad civil de los profesionales a cargo de la construcción de este edificio entre los que figura el empresario inmobiliario Germán Dubois Henríquez, socio y propietario de Empresas Futuro.

## Demolición
El proceso de demolición se inició el 5 de abril de 2012 contemplaban solo un ala del edificio de 13 pisos en un plazo estimado de 45 días. Más tarde, sin embargo el 24 de abril del mismo año el Juzgado de Garantía de Concepción ordenó suspender la demolición del edificio, luego de la solicitud de uno de los 5 demandantes contra las responsabilidades de su construcción. Posteriormente el 12 de junio del año en cuestión, se aprobó la demolición de la parte final del edificio, al que le faltaban los primeros 4 pisos.